# Park-pomnik przyjaźni bułgarsko-radzieckiej
Park-pomnik przyjaźni bułgarsko-radzieckiej (bułg. Парк-паметник на българо-съветската дружба) – pomnik w Warnie, w Bułgarii. Został odsłonięty 13 listopada 1978 roku jako symbol przyjaźni bułgarsko-radzieckiej. Pomnik stanowi masywna betonowa konstrukcja położona na szczycie wzgórza o wysokości 110 m n.p.m. Jest to największy pomnik w mieście.
Ideę powstania pomnika zaczęto wdrażać 8 maja 1958 roku, kiedy rozpisano konkurs na projekt. Na wzgórzu znajdowała się wówczas mogiła wojenna. Szczątki żołnierzy przeniesiono 7 września 1958 roku w inne miejsce. Do budowy pomnika wówczas jednak nie doszło. W kolejnych latach zorganizowano jeszcze kilka konkursów na projekt. Ostateczną wizję wyłoniono jesienią 1973 roku, a autorami projektu byli Ewgeni Barymow, Alosza Kafedżijski i Kamen Goranow. Budowę rozpoczęto 4 listopada 1974 roku. Do budowy pomnika wykorzystano 10 000 ton betonu. W pomniku zlokalizowano schron oraz inne pomieszczenia. Wysokość pomnika wynosi 23 m, a jego szerokość to 48 m. Z przodu znajdują się figury ludzkich postaci, trzech kobiet po lewej stronie i czterech żołnierzy radzieckich po prawej. Na wzgórzu posadzono ponad 10 000 drzew i ponad 11 000 krzewów. Od strony południowej powstały szerokie, 301-stopniowe schody prowadzące na szczyt wzniesienia, zwane „schodami zwycięzców”. Uroczystego odsłonięcia pomnika dokonano 13 listopada 1978 roku. W 1989 roku zamurowano wejście do pomieszczeń wewnątrz pomnika i wygaszono palący się na nim wieczny ogień. W 2009 roku u stóp wzgórza z pomnikiem wzniesiono dwa wysokie maszty z flagami Bułgarii i Unii Europejskiej.